# Spicara melanurus
Spicara melanurus es una especie de peces de la familia Centracanthidae en el orden de los Perciformes.

## Morfología
• Los machos pueden llegar alcanzar los 30 cm de longitud total.

## Distribución geográfica
Se encuentra en  Madeira, Cabo Verde y Senegal.